# 南信地方

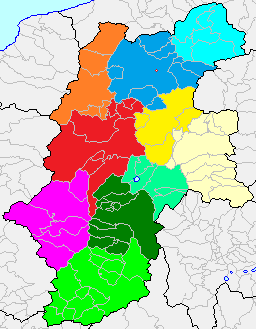
长野县区划地图

南信地方（日语：／ Nanshin chihō */?）是指日本長野縣南部（不含木曾地方）的地區。這一地區位於諏訪湖福建和天龍川流域，西側是木曾山脈，東側是赤石山脈（中央構造線）。雖然在政區上屬於長野縣，但這一地區比中信地方和日本海沿岸的北信地方關係更少，反而和靜岡縣遠江地區和愛知縣東三河地區關係密切，因此又合稱「三遠南信」。